# 新阿克赛斯基农村居民点
新阿克赛斯基农村居民点（俄语：Новоаксайское сельское поселение）是俄罗斯联邦伏尔加格勒州十月区所属的一个农村居民点。其下辖有2个居民点，行政中心为新阿克赛斯基。据2016年统计，该农村居民点的人口为706人。